# Волчя Яма (Шмартно-при-Літії)
Волчя Яма (словен. Volčja Jama) — поселення в общині Шмартно-при-Літії, Осреднєсловенський регіон, Словенія. 
Висота над рівнем моря: 300,3 м.